# My Vingren
My Vingren, född 1985, är en svensk frilansjournalist, researcher och dramatiker. Hon var tidigare medlem av journalistnätverket Researchgruppen.

## Biografi
My Vingren studerade bland annat dramatik och skönlitterär gestaltning vid Jakobsbergs folkhögskola och Södertörns högskola. 2013–2015 studerade hon till Kvalificerad researcher vid Påhlmans handelsinstitut.

## Karriär

### Dramatik
My Vingren debut som dramatiker var dialogen Närstrid som framfördes på evenemanget Ny Text! på Dramalabbet i Stockholm under december 2011. Hon debuterade på Dramaten 2012 med monologen Riktiga flickors manifest, ett manifest som året därpå publicerades av Brevnoveller. Sedan dess har hon bland annat deltagit i Dramatens temasatsning om nationalism och under 2015 framförde hon monologen Manual till världsherravälde på Dramatens Lilla Scen.

### Undersökande journalistik
Som en del av Researchgruppen avslöjade Vingren tillsammans med tidningen Expressen i december 2013 identiteterna på ett antal personer, flera av dem politiker för Sverigedemokraterna, som skrivit anonyma kommentarer på sidorna Avpixlat, Fria Tider och Exponerat.
I februari 2015 publicerade Aftonbladet en granskning av internetforumet Flashback som gjorts tillsammans med Researchgruppen. Den baserades på en databas med användarnamn för Flashback som Researchgruppen kommit över. Efter granskningen pekade kritiker på riskerna med att hantera ett så pass stort material samtidigt som andra menade att gruppen raljerade med avslöjanden och meningsmotståndare på ett sätt som inte ansågs inge förtroende, kritik som Vingren besvarade i en intervju med Dagens Nyheter 2014.
Under 2016 publicerade Vingren tillsammans med Alexander Gagliano ett avslöjande om att Polisen registrerat och kartlagt romska EU-migranter utan att misstankar om brott funnits. Säkerhets- och integritetsskyddsnämnden startade en granskning som i mars 2016 kom fram till att Polisens hantering av registret inte var olagligt.
Under 2018 granskade Vingren för Sveriges Radio den nazistiska organisationen Nordiska motståndsrörelsen i två P1-dokumentärer. Hon gjorde också en granskning av Säkerhetspolisens arbete tillsammans med Daniel Öhman, där de bevittnar hur tre välkända nazister placerar ut ett flertal bomber runt om i Göteborg under 2017. Granskningen tilldelades senare det Europeiska priset för bästa undersökande journalistik i Prix Europa 2018. 
Under hösten 2018 gjorde Vingren en granskning av Lilla Erstagården, en klinik för svårt sjuka och döende barn i Nacka utanför Stockholm, som anklagades för att systematiskt fatta dåligt underbyggda medicinska beslut som riskerade öka barnens lidande och förkorta deras liv. Reportaget sändes av Kalla fakta och fick hård kritik i bland annat P1:s mediegranskarprogram Medierna och av Lisa Magnusson på Dagens Nyheters ledarsida.
My Vingren har också arbetat för Uppdrag granskning och skrivit i tidskriften Granta.

## Dokumentärfilm
My Vingren är huvudperson i dokumentären ”Hacking Hate” i regi av Simon Klose, som vann priset för bästa dokumentärfilm på Tribeca Film Festival 2024.

## Priser och utmärkelser
- Prix Europa 2018 i kategorin Best investigative radio documentary: The Bombings, the Security Service and the Nazis / Bombattentaten, säkerhertspolisen och Nazisterna 2018. Med Daniel Öhman.[9]
- Stora Journalistpriset 2014 i kategorin Årets Avslöjande. För "Sverigedemokraterna och näthatet". Nominering.[16]
- Guldspaden 2013 för årets avslöjande "Avpixla Axpixlat".[17]